# Адам Белецки
А̀дам Радо̀слав Белѐцки (среща се и като Биелецки) (на полски: Adam Radosław Bielecki) е полски алпинист, известен с първите зимни изкачвания на осемхилядниците Гашербрум I и Броуд Пик и спасителната акция на Нанга Парбат през зимата на 2018 г. В книгата си Spod zamarzniętych powiek, написана със съавтор Доминик Шчепански, той разказва историята на своите изкачвания.

## Ранен живот и образование
Роден е на 12 май 1983 г. в Тихи, Полша. Завършва психология в Ягелонския университет. Катери от 1998 г. На 17-годишна възраст става най-младият, изкачил Хан Тенгри в алпийски стил, при това соло. Негова сестра е алпинистката Агнешка Белецка.

## Кариера
Адам Белецки се изкачва в спортен стил, без използване на допълнителен кислород. 

### Осемхилядници
На 30 септември 2011 г. изкачва Макалу (8463 m) заедно с Артур Хайзер и Томаш Волфарт, всички без допълнителен кислород. 
На 9 март 2012 г. Адам Биелецки и Януш Голомб правят първото зимно изкачване на Гашербрум I (8080 m) – най-високата точка, достигната от човек през зимата в Каракорум. Изкачват планината без допълнителен кислород, по т.нар. Японски маршрут.
На 31 юли 2012 г. изкачва К2 (8611 m) без да използва допълнителен кислород.
На 5 март 2013 г. изкачва Броуд Пик (8051 m) заедно с Мачей Бербека, Артур Малек и Томаш Ковалски, всички без допълнителен кислород. Белецки и Малек слизат успешно в лагера, но Бербека и Ковалски изчезват и са обявени за мъртви три дена по-късно.
През 2015 г. прави опит за първо зимно изкачване на Нанга Парбат, като преди това се аклиматизира с изкачвания в Южна Америка. Претърпява обаче инцидент: 80-метрово падане при 5800 m н.в., но е задържан от Даниеле Нарди. Поради контузия на ръката се налага да преустанови изкачването.
През 2016 тръгва за Кангчендзьонга с експедиция на Денис Урубко, в която участва и Боян Петров. Петров е отстранен от Урубко заради заболяването си, но изкачва самостоятелно върха; Биелицки и другите членове на експедицията не успяват, освен водача.
През януари 2018 г. участва в полска експедиция, опитваща се да осъществи първото зимно изкачване на К2. По това време на Нанга Парба алпинистите Елизабет Револ (Франция) и Томаш Мацкевич (Полша) изпадат в кризисна ситуация около върха. От полската експедиция веднага се притичват на помощ. На 27 януари 2018 г. Биелецки заедно с Денис Урубко, Ярослав Ботор и Пьотър Томаля са откарани в подножието с хеликоптер. Биелецки и Урубко извършват спасителна операция, преодоляват над 1000 метра денивелация през нощта и достигнат до изтощената Револ. Успяват да я свалят на сигурно място, но поради тежките метеорологични условия не успяват да спасят и Мацкевич. Връщат се на експедицията на K2, която завършва без успех. За тази спасителна мисия Биелецки и колегите му са удостоени с Почетния легион, най-високото отличие на Франция за военни и граждански заслуги. „Мисля, че не сме направили нищо особено“, коментира той, „Всеки друг би го сторил. Задължение на всеки катерач е да помага на останалите. Това е дълг на всеки човек.“
На 16 юли 2018 г. Адам Биелецки с Феликс Берг изкачва Гашербрум II до западната стена (вероятно второто ѝ изкачване) без допълнителен кислород.

### Други планини
Биелецки ръководи множество експедиции на петте континента. Сред изкачените от него върхове са връх Тиличо, връх Ленин, Дженгиш Чокусу (западния връх), Дамаванд, Арарат, Килиманджаро, Рувензори, планината Кения, Чимборасо, Котопакси, Аконкагуа, Денали (Маккинли), Dhampus Peak, El Cuerno, Artesonraju, Churup и в Алпите общо 17 четирихилядници, включително Монблан, Дюфур, Матерхорн.
На 20 август 2017 г. Биелецки заедно с Павел Мигас и Яцек Чех се изкачват в района Кахон дел Мапо на Андите, отваряйки 3 нови маршрута: Ruta Polaca, Diedro Polaco и La Perdida.

## Избрани изкачвания

### Изкачвания на осемхилядници
- 2011 – Макалу
- 2012 – Гашербрум I (първо зимно изкачване)
- 2012 – K2
- 2013 – Броуд Пик (първо зимно изкачване)
- 2018 – Гашербрум II (западната стена)

### Изкачвания по други планини
- Кан Тенгри (Тяншан) соло и в алпийски стил, с което става най-младият алпинист в света, стъпил на този връх.[6]
- „Колтън-Макинтайър“. Гранд Жорас ED +, 1200 m.[31]
- „Shmid route“, Матерхорн, TD +, 1100 m.[32]
- „Трансилвания“ Монте Касале, VII, 1100 m.[33]
- „Via Luna 85“, PlaccheZebratta, 6c, 400 m.
- „Шангри-Ла“ Остерва, VIII.
- „Szewska Pasja“, Młynarczyk VII +.
- „Ruta Polaca“, Cerro Arenas. TD +, 1000 m. Първо изкачване
- „La Perdida“, Cerro Arenas. ED-, 900 m. Първо изкачване
- „Рубензал“ Кандерстег. WI6.
- „Juvsola“ Rjukan. WI6. [34]
- „Оригинален маршрут“ La Esfinge. 6с + / 7а, 800 m.[35]

## Избрани награди
- Полската награда „Колоси“ през 2000 г. за изкачването му соло и в алпийски стил на Кан Тенгри в Тян-Шан, с което стана най-младият алпинист в света, стъпил на този връх.[6]
- Best of ExplorersWeb 2012 Awards Winner (за първото зимно изкачване на Гашербрум I) [36]
- Подвиг на годината за 2012 от полското издание на National Geographic [37]
- The Spirit of Mountaineering Commendation, присъден от Британския алпийски клуб на Кшищоф Виелицки, Адам Биелецки, Денис Урубко, Ярослав Ботор и Пьотър Томала за спасителната акция на Нанга Парбат през зимата на 2018 г. [38]
- David A. Sowles Memorial Award 2019 г. от Американския алпийски клуб – Адам Биелецки, Денис Урубко, Ярослав Ботор и Пьотър Томала за спасителната акция на Нанга Парбат.[39][40]
- 2019 National Geographic Adventurers of the Year, за Адам Биелецки и Денис Урубко [41]
- Орден на Почетния легион (Франция), 2019 г. – за участието в спасителната мисия на Нанга Парбат.[42]
- Рицарския кръст на Ордена на Възраждането на Полша, 2019 г. – за изключителни заслуги за развитието на високопланинския спорт, за популяризиране на името на Полша в света.[43]